# Moskito (Sendung)
Moskito – Nichts sticht besser war eine Jugendsendung, die von 1987 bis 1995 vom Sender Freies Berlin (SFB) für sein Drittes Programm produziert und teilweise auch im Ersten Programm der ARD ausgestrahlt wurde. 

## Geschichte
Jede Sendung stand unter einem bestimmten Thema, wie zum Beispiel Tod, Liebe oder Drogen. Das Ziel der Sendung war es, 10- bis 14-Jährige anzusprechen und über diese Themen aufzuklären. In der Sendung wurden Videoclips gezeigt und Jugendliche befragt.
Walter Moers erfand die Comic-Schwestern Pinkie und Yellow, Trickfilmer Michael Schaack drehte die von Jackie Niebisch gezeichneten Cartoons mit Depechi und Rolle. Regisseur Jürgen Nola entwickelte die Sketche für und mit Kindern.
Die Berliner Punkband Die Ärzte steuerte bis 1989 ihre sogenannten Moskito-Songs bei, die extra für diese Sendung geschrieben wurden. Die Lieder dienten als Vorlage für die von Dieter Köster inszenierten kurzen Musikfilme. 
Es erschienen zwischen 1989 und 1991 drei Musik-Alben mit den bekannten Moskito-Songs. Zudem wurde 1989 ein VHS-Video unter dem Titel Moskito-Songs / Teenager Tragödien veröffentlicht.

## Regie
- Dieter Köster (1987–1989)
- Reinhard Günzler (1990–1995)

## Auszeichnungen
- 1988: Prix Jeunesse International
- 1990: Adolf-Grimme-Preis mit Silber für Juliane Rossius und Meyen Wachholz (für die Folge über Sexualität)
- 1991: TV- und Filmfestival New York (Goldmedaille)
- 1995: Emil (Kinderfernsehpreis)
- 1996: Prix Europa